# Казанкіна Тетяна Василівна
Казанкіна Тетяна Василівна (рос. Татьяна Васильевна Казанкина, 17 грудня 1951) — радянська легкоатлетка, олімпійська чемпіонка.

## Виступи на змаганнях
| Рік  | Змагання                | Місто     | Дата       | Дистанція                | Результат   | Місце |
| ---- | ----------------------- | --------- | ---------- | ------------------------ | ----------- | ----- |
| 1974 | Чемпіонат Європи        | Рим       | 8 вересня  | 1500 м                   | 4.05,94     | 4     |
| 1976 | Чемпіонат світу з кросу | Чепстоу   | 28 лютого  | 4800 м (особистий залік) | 16.39       | II    |
| 1976 | Чемпіонат світу з кросу | Чепстоу   | 28 лютого  | 4800 м (командний залік) | 33          | I     |
| 1976 | Літні Олімпійські ігри  | Монреаль  | 26 липня   | 800 м                    | 1.54,94 WR* | I     |
| 1976 | Літні Олімпійські ігри  | Монреаль  | 30 липня   | 1500 м                   | 4.05,48     | I     |
| 1978 | Чемпіонат світу з кросу | Глазго    | 25 березня | 4728 м (особистий залік) | 17.43       | 19    |
| 1978 | Чемпіонат світу з кросу | Глазго    | 25 березня | 4728 м (командний залік) | 185         | 11    |
| 1980 | Літні Олімпійські ігри  | Москва    | 1 серпня   | 1500 м                   | 3.56,6 OR   | I     |
| 1983 | Чемпіонат світу         | Гельсінкі | 10 серпня  | 3000 м                   | 8.35,13     | III   |

| Рік  | Дистанція | Результат | Дата                | Місто  | Місце |
| ---- | --------- | --------- | ------------------- | ------ | ----- |
| 1975 | 1500 м    | 4.07,9    | 27—30 липня         | Москва | I     |
| 1976 | 1500 м    | 4.05,2    | 10—12, 22—24 червня | Київ   | I     |
| 1977 | 800 м     | 1.59,3    | 26—29 липня         | Москва | II    |
| 1977 | 1500 м    | 4.04,2    | 26—29 липня         | Москва | I     |
| 1979 | 4×800 м   | 8.04,9    | 21—29 липня         | Москва | III   |